# Postament (landmåling)
|  | For andre betydninger af ordet se: postament |
Et postament (også postement) er en fodstykke eller sokkel, for eksempel under statue eller til at sætte geodætiske instrumenter på.
De geodætiske postamenter i Danmark er en del af danmarkshistorien. Spredt omkring i hele landet står disse sokler, der markerer fikspunkter, som har været anvendt til trianguleringen og kortlægningen af Danmark. Postamenterne er rejst over en periode fra 1830'erne til 1930'erne, og for Sønderjyllands vedkommende først efter genforeningen. Ca. 330 postamenter, kaldet trigonometriske stationer, står som regel på udvalgte højdepunkter i landskabet.

## Typer trigonometriske stationer
Der findes i dag fire typer:
- De ældste er fra Den danske Gradmaalings tid, de er hugget i granit og måler som oftest 47 x 47 x 110 cm. Selve fikspunktet er en messingknap med fordybning i midten.
- Det ommurede postament er konstrueret for at give støtte til astronomiske instrumenter. Som oftest står det oprindelige granitpostament indeni. Fra toppen er der hul ned til stationens centermarkering, således at instrumenter kan placeres nøjagtigt over denne. Murstenskonstruktionerne blev etableret i 1933-34.
- Den nyeste type postament er en cylindrisk betonstøbning med en diameter på 39 cm og en højde på 130-150 cm. Typen er indført i efterkrigstiden, og ses ofte i forbindelse med bro- og tunnelanlæg.

## Hovedstationer
I nyere tid er indført 10 hovedstationer med GPS udstyr. Stationerne er ikke bare fixpunkter, de måler også landmassernes bevægelse. Deres officielle betegnelse er "Permanente GNSS referencestationer".

## Galleri
- Postament af granit ved Kongsbjerg / Lisbjerg
- Toppen af postament Kongsbjerg med målepunkt
- Mærke i postament Kongsbjerg
- Skilt på postament Kongsbjerg
- Postament på Jelshøj

- Wikimedia Commons har flere filer relateret til Postamenter i Danmark